# Instituto Superior de Gestão
O ISG  Instituto Superior de Gestão (ISG), fundado em 1978, é um Instituto Superior pertencente ao Grupo Ensinus (detido maioritariamente pelo Grupo Lusófona), localizada em Lisboa. Possui várias Licenciaturas, Mestrados e Pós-Graduações nas áreas de Economia, Gestão e Gestão de Recursos Humanos.

## História
Desde junho de 1986 o ISG  Instituto Superior de Gestão passou a estar oficialmente autorizado a funcionar como instituição de ensino superior universitário. O ISG pertence ao Grupo Ensinus, grupo empresarial criado em 1965 - com dedicação exclusiva ao setor da Educação e Ensino Superior, que integra outras instituições de ensino, ensino profissional, ensino básico e secundário e formação profissional.
Em 2006, o Grupo Lusófona adquiriu a maioria do capital do Grupo Ensinus, passando o ISG Instituto Superior de Gestão a ser considerado a sua Escola de Gestão e Negócios, adotando desde então a nova designação de ISG  Business & Economics School.

## Atualidade
Em 2016, o ISG  Business & Economics School preparou-se para escrever novas páginas na sua História, deslocando-se para novas instalações no Campo Grande 388, numa privilegiada localização da cidade de Lisboa - junto à denominada Cidade Universitária.
Segundo dados oficiais, o ISG  Business & Economics School está no top nacional de empregabilidade, com 97% dos seus alunos a obterem colocação nos primeiros meses após a graduação.

## Ensino e Investigação
O  Business & Economics School possui uma ampla oferta educativa que cobre diferentes áreas do saber, das Ciências Sociais e Humanas às Engenharias, da Comunicação às Saúde, da Gestão ao Direito e às Ciências Económicas e Empresariais. São marcas do ISG Business & Economics School a permanente aposta em programas de formação internacional para os seus alunos, bem como a constante adaptabilidade ao mercado dos seus programas e ciclos de estudos.